# Trần Lệ Xuân
Trần Lệ Xuân, „Madame Nhu” (ur. 22 sierpnia 1924 w Hanoi, zm. 24 kwietnia 2011 w Rzymie) – południowowietnamska polityk, żona Ngô Ðình Nhu, szefa wojsk specjalnych dyktatora Ngô Đình Diệma, faktyczna pierwsza dama Wietnamu Południowego od 1955 do 1963.

## Życiorys
Wywodziła się z arystokratycznej, buddyjskiej rodziny z Hanoi. W 1943 roku przeszła na katolicyzm i wzięła ślub z Ngô Ðình Nhu. W 1946 roku, podczas I wojny indochińskiej, była na krótko aresztowana. W 1955 roku na krótko została zmuszona do opuszczenia Wietnamu i wysłana do klasztoru Hongkongu. 
W 1956 roku została wybrana do południowowietnamskiego Zgromadzenia Narodowego, gdzie zabiegała o przyznanie kobietom praw, jednocześnie wzywała także do zakazania rozwodów, stosowania antykoncepcji, wykonywania aborcji oraz zażywania opium.  
Jak cała rodzina męża była radykalną katoliczką i niezwykle ostro występowała przeciwko buddystom. Jej ojciec, wyznawca konfucjanizmu, potępił w radiu jej komentarze. Represje wobec buddystów spowodowały utratę przez Ngô Đình Diệm poparcia USA. Stany Zjednoczone usiłowały wywrzeć presję na dyktatora, w końcu do akcji wkroczyła CIA, która w 1963 roku wpłynęła na usunięcie dyktatora przez wojsko. Jej mąż i jego brat prezydent zostali zamordowani przez CIA. Stwierdziła wtedy: Ten, kto ma Amerykanów za sojuszników, nie potrzebuje już wrogów. 
Po śmierci jej męża oraz jego brata nie pozwolono jej na powrót do Wietnamu, wyemigrowała do Włoch, gdzie mieszkała w willi niedaleko Rzymu. Zmarła w Rzymie, 24 kwietnia 2011 roku.